# Rubus coreanus
Rubus coreanus, tên thông thường là Mâm xôi đen Triều Tiên, là loài thực vật thuộc Chi Mâm xôi bản địa ở Triều Tiên, Nhật Bản và Trung Quốc. Loài này được Miq. miêu tả khoa học đầu tiên năm 1867.
Ở Triều Tiên, loài này được gọi là "Phúc bồn tử" (Hanja: 覆盆子, Hangul: 복분자, chuyển tự Latin: Bokbunja), có quả dùng để làm loại rượu truyền thống Bokbunja ju (Phúc bồn tử tửu). Trong khi đó tiếng Trung gọi loài này là "Sáp điền bào" (插田泡), còn tên "Phúc bồn tử" thì để chỉ một loài khác cũng thuộc Chi mâm xôi, xin xem trang định hướng.

## Hình ảnh

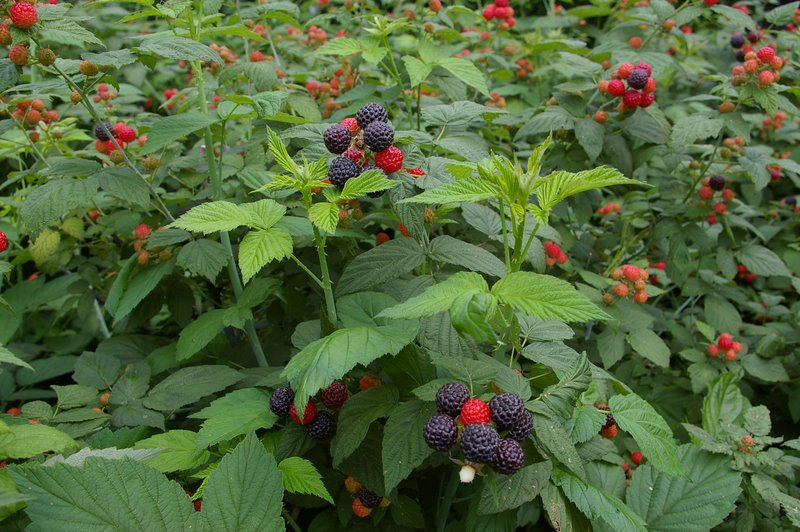